# Lac Montréal (Saskatchewan)
Pour les articles homonymes, voir Montréal (homonymie).
Le lac Montréal est un lac glaciaire situé dans la province de la Saskatchewan au Canada. 
Le lac Montréal s'étend dans le Parc national de Prince Albert.
Le lac Montréal se vide dans la Rivière Montréal qui est le principal émissaire du lac. Ses eaux alimentent le bassin fluvial de la rivière Churchill.